# 光叶棋子豆
光叶棋子豆（学名：Cylindrokelupha glabrifolia）为豆科棋子豆属下的一个种。

## 扩展阅读
- 維基物種上的相關：光叶棋子豆